# Pureros de Compostela
Los Pureros de Compostela es un equipo que compite en la Liga Invernal de Béisbol Nayarita con sede en Compostela, Nayarit, México.

## Historia
Los Pureros de Compostela fue un equipo sucursal del club de la Liga Mexicana de Béisbol Piratas de Campeche. Tiene su sede en la ciudad de Compostela en el estado de Nayarit. 
Su parque es el Estadio "Gilberto Flores Muñoz" y participa en la actual Liga Nayarit de Béisbol.

## Jugadores

### Roster actual
Receptores:
- Francisco Williams
- Fernando Flores
- Erik Sandoval

Jugadores de Cuadro:
- Manuel López
- César Osuna
- Pedro Ponce
- Jaime Valenzuela
- Juan May

Jardineros:
- Juan Paulo Cárdenas
- Oscar Harper
- Luis Eduardo Armenta
- Dabiel Flores

Lanzadores:
- Ozzie Méndez
- Enrique Ramírez
- Jesús Machuca
- Iván Salas
- Benjamín Sandoval
- Irving Valdez
- Aldo Montez
- Andrés Cota
- Esteban Gómez
- Vanny Valenzuela
- Sergio Aispuro
- Sergio Ahumada
- Abraham Valdez
- Miguel Duarte

Cuerpo técnico:
- Armando Ferrer
- José Luis Lugo
- Pablo Machiria
- Mario Sulu
- Nelson Ciero
- Jesús Aguilar
- Jorge Pech Maldonado